# Stadio Mariotti
Lo stadio comunale Mariotti è il principale impianto sportivo di calcio di Alghero.

## Storia
Storico impianto sportivo della città, è situato nella parte finale di via Vittorio Emanuele II, conta circa 2500 posti a sedere ed ha uno dei migliori manti erbosi della Sardegna, tuttavia, necessiterebbe di un'importante opera di ristrutturazione e adeguamento degli impianti elettrici e delle tribune (opere in parte già eseguite, come la copertura parziale della tribuna centrale). La principale società che ne ha usufruito è stata la Polisportiva Alghero. Nel settembre 2007 ha ospitato 2º Torneo Internazionale di Calcio a 5 riservato alle Forze di Polizia, il cui ricavato è stato devoluto ai poveri del Burkina Faso.
È sede di diversi tornei giovanili a livello regionale nazionale e internazionale come il Memorial Sanna Casti, il trofeo Riviera del Corallo e il Ciudad de l'Alguer inoltre nel 2005 è stata la sede della finale di Supercoppa italiana di calcio femminile vinta dalla Torres Terra Sarda 5 - 0 sul Milan.

## Squadre
L'impianto è il più importante della città, ospitava le partite dell'Alghero, la prima squadra cittadina che militava in Lega Pro Seconda Divisione.
Attualmente ospita le partite del Fertilia e del Alghero 1945 (militanti nella stagione 2015-16 nel campionato di Promozione), le altre due più importanti società algheresi.
Nel 1999 il Cagliari ha giocato nello stadio due esibizioni: la prima contro una rappresentativa algherese è terminata con una goleada per la squadra del capoluogo, la seconda, denominata Coppa dell'Amicizia è stata giocata contro una rivale storica dei cagliaritani, la Torres ed è stata sospesa dalla terna arbitrale algherese sul 2-2 per intemperanze dei tifosi delle due squadre.

## Eventi
Due sono stati gli eventi relativi al calcio di una certa rilevanza nazionale ed internazionale:
la partita amichevole Alghero-Cagliari con il mitico Gigi Riva ed i vari giocatori del blocco della Nazionale che arrivò seconda ai mondiali del Messico del 1970 e la partita del trofeo Sardo Corso Catalano Barcellona-Bastia, all'epoca in cui nel Barcellona giocava il grande Johan Cruijff.

## Scheda tecnica dello stadio

### Descrizione dell'impianto
- Posti spettatori seduti: 2.800
- Posti tribuna stampa: 15
- Posti coperti: 1.200
- Capienza totale: 2.815
- Distanza massima spettatori dal campo: 5 metri

### Informazioni tecniche
- Dimensione campo: mt 105x68
- Larghezza minima campo destinazione: 2,5 metri
- Distanza minima ostacoli fissi: 3,5
- Separazione interna: recinzione
- Tabellone elettronico: No
- Amplificazione sonora: Sì
- Protezione area rigore: Sì
- Illuminazione campo: NO
- Campo preriscaldamento: No
- Impianto TV circuito chiuso: No